# Antropocen
Antropocen naj bi bila trenutna geološka doba, del kvartarja, ki jo zaznamuje ključen vpliv človeka na geologijo in ekosisteme na Zemlji. Nekateri geologi jo obravnavajo kot naslednico holocena, ki traja od zadnje ledene dobe pred približno 11.500 leti.
Izraz sta leta 2000 skovala klimatolog Paul Crutzen in biolog Eugene Stoermer za opis globalnih sprememb, ki jih povzroča človek, kot so močno povečana stopnja erozije, motnje biogeokemičnih ciklov in vseprisotnost umetnih »mineralov« (beton, plastika ipd.). Prevzeli so ga različni krogi in je zdaj splošno uveljavljen, čeprav še ne natančno definiran. Strokovna združenja, kot sta Mednarodna komisija za stratigrafijo (ICS) in Mednarodna zveza geoloških ved (IUGS), antropocena formalno še ne priznavajo, obstaja pa Delovna skupina za »antropocen« pri ICS, ki pripravlja strokovna izhodišča.
Med odprtimi vprašanji je začetek dobe; nekateri ga postavljajo na začetek neolitske revolucije pred 12.000–15.000 leti, več podpore pa ima predlog, da se je začela z atomsko dobo v sredini 20. stoletja. Začetek uporabe jedrskega orožja predstavlja jasen signal, ki bo ostal zapisan v geoloških plasteh, sovpada tudi s hitrim povečevanjem velikosti človeštva, ki ga spremlja znaten porast industrijskega onesnaževanja, uporabe umetnih kemikalij v kmetijstvu in podobnih aktivnosti, s prav tako predvidoma zaznavnim prehodom, zapisanim v kamnine, ki se zdaj formirajo.